# Criodion cinereum
Criodion cinereum là một loài bọ cánh cứng trong họ Cerambycidae.